# Effetto Sunyaev-Zel'dovich
L'effetto Sunyaev-Zel'dovich è uno dei meccanismi che generano le anisotropie secondarie della Radiazione cosmica di fondo (CMB), la traccia fossile del Big Bang.
Tale effetto, ipotizzato per la prima volta nel 1969 da Sunyaev e Zel’dovich, è una distorsione spettrale della CMB causata dalla diffusione Compton inversa dei fotoni della CMB durante il loro passaggio attraverso un gas ionizzato, di solito
all'interno di un ammasso di galassie.
Ci sono due tipi di effetto S-Z: 
- l'effetto S-Z cinematico, dovuto alla velocità peculiare del gas che diffonde i fotoni del CMB causando un effetto Doppler
- l'effetto S-Z termico, dovuto allo scattering Compton inverso, che causa uno spostamento dello spettro, tale da apparire come un abbassamento di temperatura dei fotoni se osservato a basse frequenze o come un innalzamento se osservato alle alte frequenze.

L'effetto più interessante per le applicazioni in astrofisica è quello termico, in grado di fornire numerose informazioni sugli ammassi che lo causano.